# Parantica agleoides
Parantica agleoides is een vlinder uit de familie Nymphalidae, onderfamilie Danainae.
De wetenschappelijke naam van de soort is voor het eerst geldig gepubliceerd door C. & R. Felder in 1860.